# 千原薫
千原 薫（ちはら かおる、1934年7月9日- 2020年8月23日 ）は、日本の経営者。アサヒ飲料社長を務めた。

## 来歴・人物
大阪府大阪市出身。1957年に神戸大学経営学部を卒業し、同年に朝日麦酒(現在のアサヒビール)に入社した。1988年3月に取締役に就任し、1990年6月に常務、1993年3月に専務を経て、1996年2月に副社長に就任。1996年3月にアサヒ飲料副社長に就任し、1999年1月には社長に昇格した。2000年10月に取締役相談役に就任し、2001年3月には相談役に就任。
2020年8月23日に死去。86歳没。